# 尼貝 (蒙大拿州)
尼貝（英語：Nibbe）是位於美國蒙大拿州黃石縣的普查規定居民點。

## 歷史
尼貝的郵局於1920年設立，其後於1954年停運。

## 人口
根據2020年美國人口普查的數據，尼貝的面積為0.60平方千米，皆為陸地。當地共有人口71人，而人口密度為每平方千米118.33人。